# Gymnogyps
A Gymnogyps a madarak (Aves) osztályának újvilági keselyűalakúak (Cathartiformes) rendjébe, ezen belül az újvilági keselyűfélék (Cathartidae) családjába tartozó nem.

## Rendszerezés
A nembe az alábbi 1 élő faj és 4 fosszilis faj tartozik:
- kaliforniai kondor (Gymnogyps californianus) (Shaw, 1797)[1] - típusfaj; Észak-Amerika
- †Gymnogyps amplus L. H. Miller, 1911[2][3] - késő pleisztocén - holocén; Kalifornia; egyes kutatók a kaliforniai kondor paleoalfajának tekintik, Gymnogyps californianus amplus néven
- †Gymnogyps howardae Campbell, 1979[4] - késő pleisztocén; Peru
- †Gymnogyps kofordi Emslie, 1988 - kora - középső pleisztocén; Florida
- †Gymnogyps varonai (Arredondo, 1971)[5] - késő pleisztocén - kora holocén; Kuba